# Sulzbach-Rosenberg
Sulzbach-Rosenberg è una città tedesca situata nel circondario di Amberg-Sulzbach, nel land della Baviera.